# Cordelia von Wedderkop

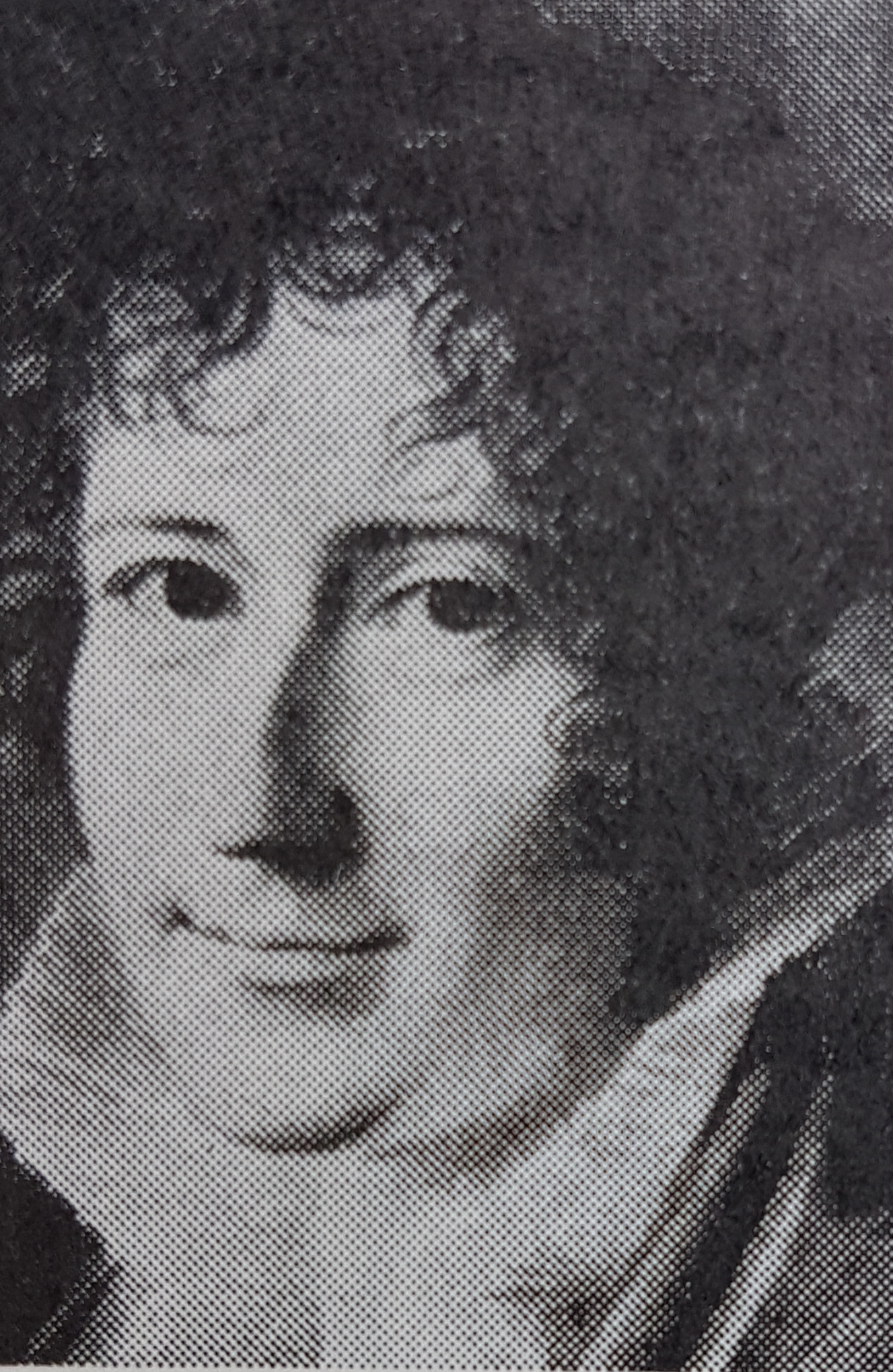
Cordélie von Wedderkop, Pastellporträt des dänischen Malers Christian Horneman

Cordelia von Wedderkop, geb. von Boye, (* 5. Februar 1774 in Stockholm; † 25. April 1841 ebenda) war eine schwedische Malerin und Zeichnerin.

## Leben
Cordelia von Wedderkop war die Tochter des schleswig-holsteinischen Juristen und Vizekanzlers am Obergericht Gottorf Friedrich Christian von Boye. Dieser heiratete 1771 in zweiter Ehe ihre Mutter, die Witwe Charlotte Augusta, geb. von Brockdorff (1738–1779). Sie war eine Tochter des Majors Henrik von Brockdorff auf Visselbjerg und Witwe des Landrats Hans Adolf von Brockdorff (1706–1761) auf Osterrade.
Sehr jung heiratete Cordelia von Wedderkop 1790 den deutschen Offizier in schwedischen Diensten, Gutsbesitzer und Landrat im Herzogtum Schleswig, Magnus von Wedderkop aus dem schleswig-holsteinischen Adelsgeschlecht von Wedderkop(p). Im Alter von 18 Jahren wurde sie Mutter der späteren schwedischen Stiftsdame und Malerin Adèle von Wedderkop. 10 Jahre später folgte mit dem späteren deutschen Juristen und Schriftsteller Theodor von Wedderkop ein weiteres Kind. Ganz im Sinne der Aufklärung wurden die beiden ältesten Kinder des Paares, nach den Titelprotagonisten aus dem Werk Adèle et Théodore, ou Lettres sur l'Education von Félicité de Genlis benannt. Félicité de Genlis lebte zeitweise bei ihr auf Gut Dollrott, von Wedderkop überließ ihr dabei ihr eigenes Zimmer und nahm bei de Genlis Englischunterricht. Die beiden verband eine langjährige Freundschaft. Insgesamt hatte das Paar fünf Kinder.
Cordelia von Wedderkop beteiligte sich an den Ausstellungen der Kungliga Konsthögskolan Stockholm 1806 bis 1809 mit sechs Arbeiten zumeist in Gouache. Die Motive waren:
- Vue d'une Hermitage, près des eaux de Barege, dans les Pyrenées (1806; dt. Blick auf eine Eremitage in der Nähe des Wassers von Barèges in den Pyrenäen)
- Landskap, föreställande ett Slott vid stranden af Rhone-strömmen (1807; dt. Landschaft, die ein Schloss am Ufer der Rhone darstellt)
- Annat Landskap (1807; dt. Andere Landschaften)
- Den Heliga Familjen, efter Raphael Mengs (1808; „Die Heilige Familie“ nach Anton Raphael Mengs)
- Utsigt af Göthiska Tornet på Stoenley, vid stranden af Themsen (1809; dt. Blick auf den gotischen Turm von Stoenley, am Ufer der Themse)
- Utsigt vid Albano, nära Rom (1809; dt. Blick auf Albano Laziale, bei Rom)

Nachdem die Ehe mit Magnus von Wedderkop durch Scheidung aufgelöst worden war, heiratete sie 1812 erneut. Aus der Ehe mit dem schwedischen Arzt, Professor, Politiker und Schriftsteller Pehr Gustaf Cederschjöld entstammte der Sohn Fredrik August Cederschjöld.